# 'A CUBE' FOR SEASON
『‘A CUBE’ FOR SEASON』(エーキューブ・フォー・シーズン)は、エーキューブの四季シングルプロジェクトである。

## 概要
- チョン・ウンジが4つのシングルに連続的に参加した。

## シングルリスト

### 1st 「‘A CUBE’ FOR SEASON # GREEN」
| 全作詞: キム·イナ、全作曲: キム・ゴヌ、全編曲: キム・ゴヌ、ソン·キホン。 |                          |           |            |                              |
| #                                                                        | タイトル                 | 作詞      | 作曲・編曲 | 唄                           |
| 1.                                                                       | 「LOVE DAY」             | キム·イナ | キム・ゴヌ | ヤン・ヨソプ、チョン・ウンジ |
| 2.                                                                       | 「LOVE DAY」(B2UTY Ver.) | キム·イナ | キム・ゴヌ | ヤン・ヨソプ                 |
| 3.                                                                       | 「LOVE DAY」(PANDA Ver.) | キム·イナ | キム・ゴヌ | チョン・ウンジ               |

- 2012年3月14日発売。
- 春をテーマにした楽曲である。
- チョン・ウンジの声のみを入れたPANDAバージョンとヤン・ヨソプの声のみを入れたB2UTYバージョンがよう収録されている。

### 2nd 「‘A CUBE’ FOR SEASON # WHITE」
- 2013年1月13日発売。

### 3rd 「‘A CUBE’ FOR SEASON # BLUE」
- 2013年5月31日発売。

### 4th 「‘A CUBE’ FOR SEASON # SKY BLUE」
- 2014年7月8日発売。

### 5th 「‘A CUBE’ FOR SEASON # BLUE Season 2」
- 2015年6月2日発売。